# Csécsi Nagy Imre
Csécsi Nagy Imre (Csécsy-Nagy Imre) (Érkeserű, 1804. november 28. – Debrecen, 1847. július 23.) református tanár, orvos, mineralógus, a Magyar Tudományos Akadémia levelező tagja. Csécsi Nagy Miklós lelkész édesapja.

## Élete
A gimnáziumot és felsőbb tudományokat a debreceni református kollégiumban végezte, majd a német nyelv tanulása érdekében egy évet Lőcsén töltött. Ezután Debrecenben a költészeti osztály köztanítója, majd az első éves diákok lektora, később senior lett. 1831-ben lemondott tanszékéről és Pestre ment orvostudományt tanulni. Innen Bécsbe ment, ahol 1837-ben orvostudorrá avatták, ezután Debrecenben az orvosi gyakorlatnak és a természettudományoknak élt. 1839-ben az ásvány-, növény- és vegytan tanára lett és az iskola számára ásványgyűjteményt rendezett; ennek érdekében sokat utazott a bányavárosokban és Svájcban. A Magyar Tudományos Akadémia 1844. december 4.-én választotta levelező tagjává. Gyászbeszédet Hanák János mondott felette a Magyar Tudományos Akadémián 1847-ben.

## Munkái
- A botanikai magyar műnyelv javításáról. Debreczen, 1824. (Akadémiai beköszöntő értekezés. 2. kiadás. 1834. Uo.)
- Dissertatio inaug. de fontium medicatorum principio efficaci. Vindobonae, 1837.
- A természet ismeretének a tudományos műveltségre ható befolyásáról. Uo. 1839. (Tanszékfoglaló.)
- Tiszta erkölcstudomány. Uo. 1842. (Ism. Prot. Egyh. és Isk. Lap. 2. kiadás 1844. 3. kiadás 1854. Uo.)
- Földünk s nehány nevezetesb ásvány rövid természetrajza, különös tekintettel a felsőbb polgári s középiskolák szükségeire. Uo. 1842. (2. kiadás, Kecskemét. 1843. 3. kiadás. Debreczen, 1861. Ism. Prot. Egyh. és Isk. Lap.)
- Értekezés a dunamelléki helv. hitvallást követő egyházkerületbeni superintendens választás és egyházigazgatás tárgyában, figyelemmel Fáy András negyed-mutatójára. Kecskemét, 1843.

Kéziratban maradtak az általa tanított tudományok tankönyvei és egy monográfia a villanydelejességről, melyből halálakor két ív már ki volt nyomtatva.
Természettudományi cikkei a Figyelmezőben (1839–40), Athenaeumban (1840. Értekezés a fénysugarak polarizatiójáról) és a Hetilapban (1845) jelentek meg.